# Dům U Zlatého soudku (Plzeň)
Dům U Zlatého soudku stojí v ulici Bedřicha Smetany čp. 2 v Plzni. Je to rohový dům s žulovým obložením přízemí. Roh domu tvoří dvoupatrový arkýř. Část domu přechází i do Prešovské ulice. Dům byl v roce 1992 Ministerstvem kultury České republiky prohlášen kulturní památkou České republiky.

## Historie
V nárožním místě stál dům postavený v 16. století, jehož majitelem byla rodina Linharta z Hyršova a před rokem 1851 zchudlý šlechtic Krušina ze Švamberka. Dalším majitelem byl Matyáš Masár z Tyrol, který zde měl obchod a dalšími majiteli byla rodina kupců Fodermayerů. V roce 1852 byl dům spojen se sousední budovou a přestavěn na dvoupatrový dům zdobený v prvním patře trojúhelníkovými nadokenními římsami. V roce 1897–1898 byl dům zbořen a na jeho místě postaven nový dům podle projektu architekta Františka Krásného. Secesní čtyřpodlažní dům postavil stavitel František Kotek. V roce 1934 byla provedena rekonstrukce, při níž byla původní plastická výzdoba odstraněna. Autorem návrhu úpravy fasády byl Antonín Špalek. Další znehodnocující úpravy fasády proběhly v letech 1965–1968.

## Popis
Dům je nárožní čtyřpatrová zděná budova s hlavním devítoosým průčelím a vchodem orientovaným do ulice Bedřicha Smetany a bočním pětiosým průčelím orientovaným do ulice Prešovská. Do náměstí Republiky směřuje okosené nároží s arkýřem, který vystupuje přes dvě podlaží a je ukončen balkonem se zábradlím. Na vrcholu nároží je umístěna plastika alegorie Obchod od Jaroslava Maixnera.

## Části domu a jejich výzdoby

### Přízemí
- Žulové obložení
- Litinový znak královského města Plzně (pod arkýřem)
- Vchod do budovy (ulice Bedřicha Smetany)

### 1. patro
- Dolní část arkýře
- Tabule s názvem ulice
- Žulové obložení zakončené římsou

### 2. patro
- Horní část arkýře

### 3. patro
- Balkón na arkýři

### Střechy
- Litinová socha

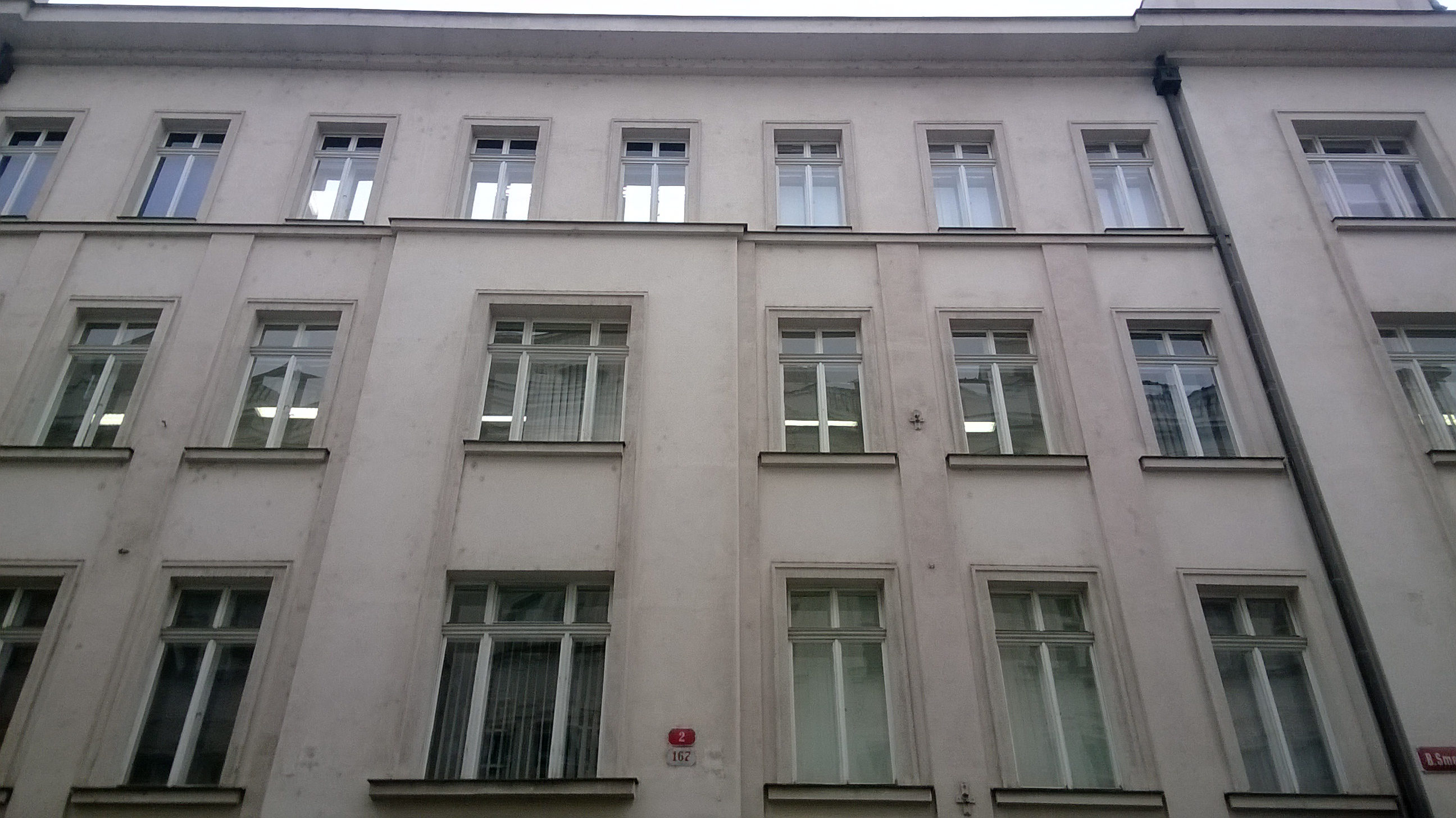
Průčelí domu U Zlatého soudku
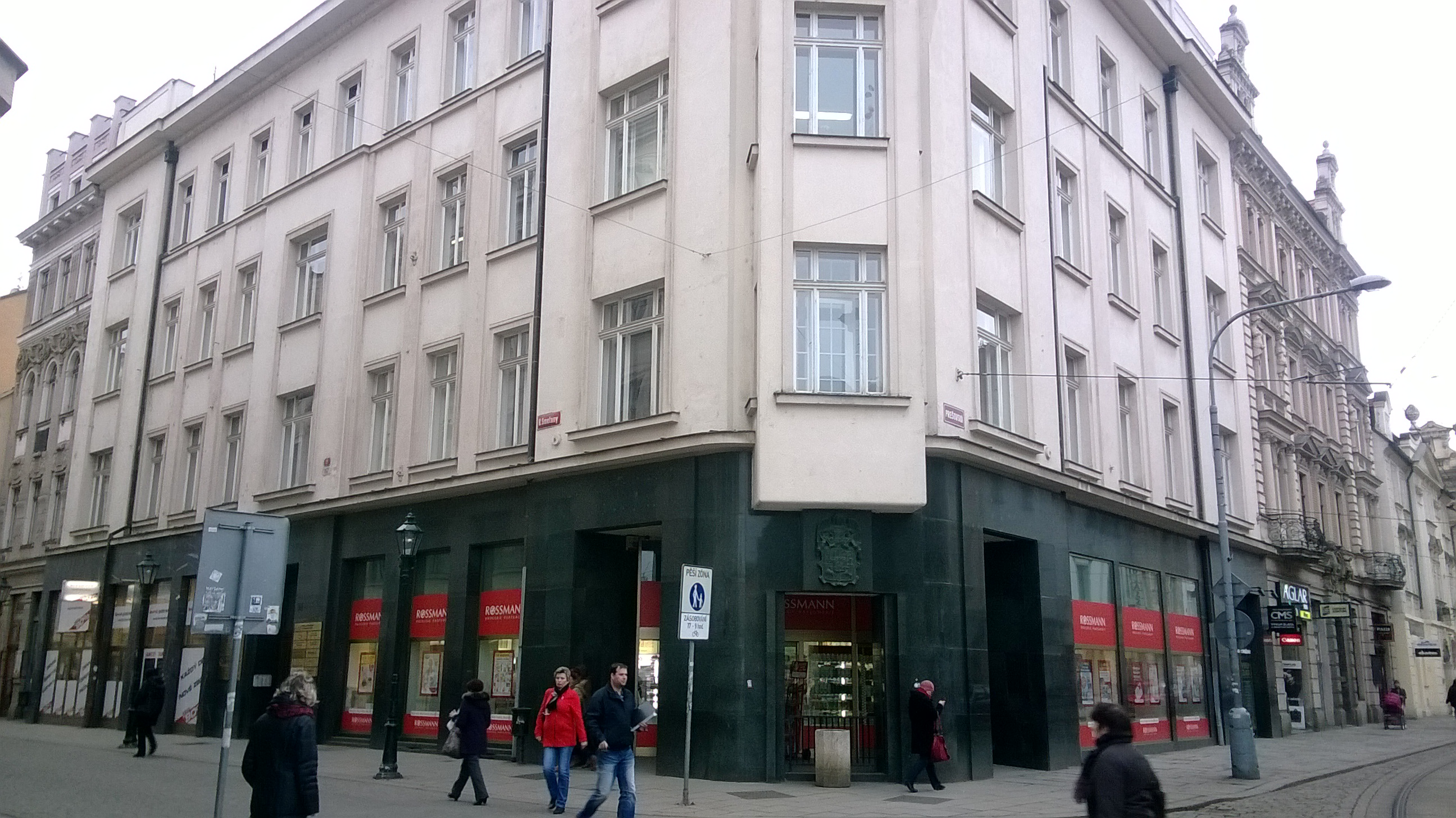
Přízemí Domu U Zlatého soudku